# 무수단리

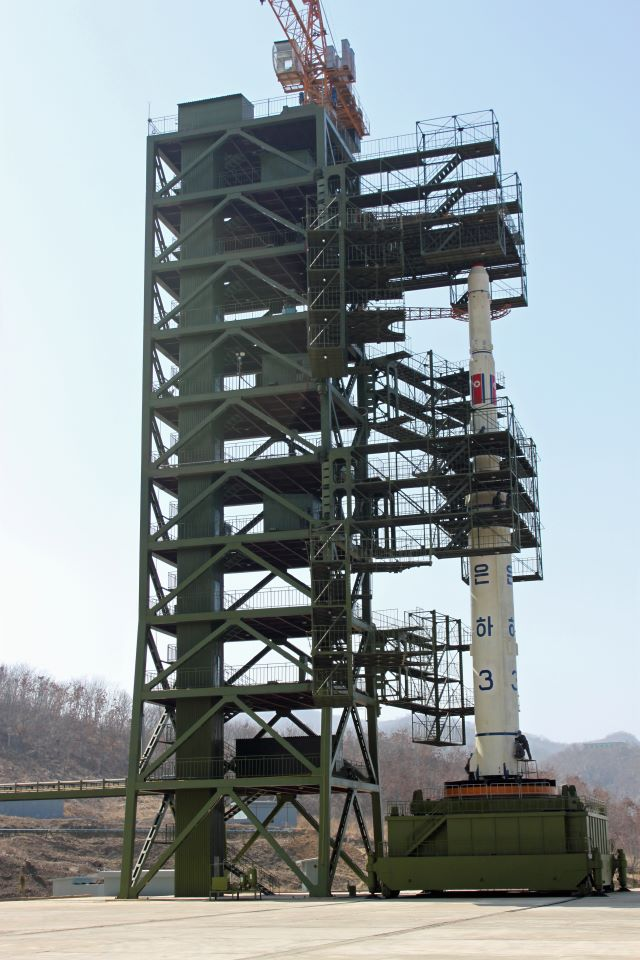

무수단리(舞水端里)는 함경북도 화대군의 남쪽에 위치한 로켓 발사지이다. 동한만의 북쪽 해안에서 가깝다. 이전에는 대포동(大浦洞)이라고 불렸다. 1958년에 동호리와 창전리를 통합해 무수단리가 됐다.

## 천연기념물 무수단
무수단리에는 천연기념물 312호로 지정된 무수단이 있다. 1980년에 지정된 해안 절벽으로, 무수단리의 이름이 이곳에서 유래했다. 가장 높은 곳은 500m가 되고, 가장 긴 바다절벽으로 알려져 있다.

## 무수단리 미사일 발사장
무수단리에는 대포동 1호, 대포동 2호 미사일을 발사하는 시설이 있다.
각 시설의 위치는 다음과 같다:
- 미사일 발사대: 북위 40° 51.342′  동경 129° 39.948′  / 북위 40.855700°  동경 129.665800°
- 엔진 시험장: 북위 40° 51.138′  동경 129° 40.788′  / 북위 40.852300°  동경 129.679800°
- 미사일 조립/확인 빌딩: 북위 40° 51.348′  동경 129° 39.552′  / 북위 40.855800°  동경 129.659200°
- 미사일 통제소: 북위 40° 51.78′  동경 129° 39.624′  / 북위 40.86300°  동경 129.660400°
- 지상 추적 시설

### 발사기록
- 최초 발사: 1998년 8월 31일 대포동 1호
- 2회 발사: 2006년 7월 5일 대포동 2호. 미국 독립 기념일. 남포시 잠진 군수공장에서 제작.
- 3회 발사: 2009년 4월 5일 은하 2호. 평양시 산음동 병기연구소에서 제작.
- 4회 발사: 2012년 12월 12일 광명성 3호, 평북 철산군 동창리.

## 같이 보기
- 동창동 미사일 발사장 - 무수단리 미사일 발사장 보다 대형 발사장이다.